# Sabbiatura dei metalli

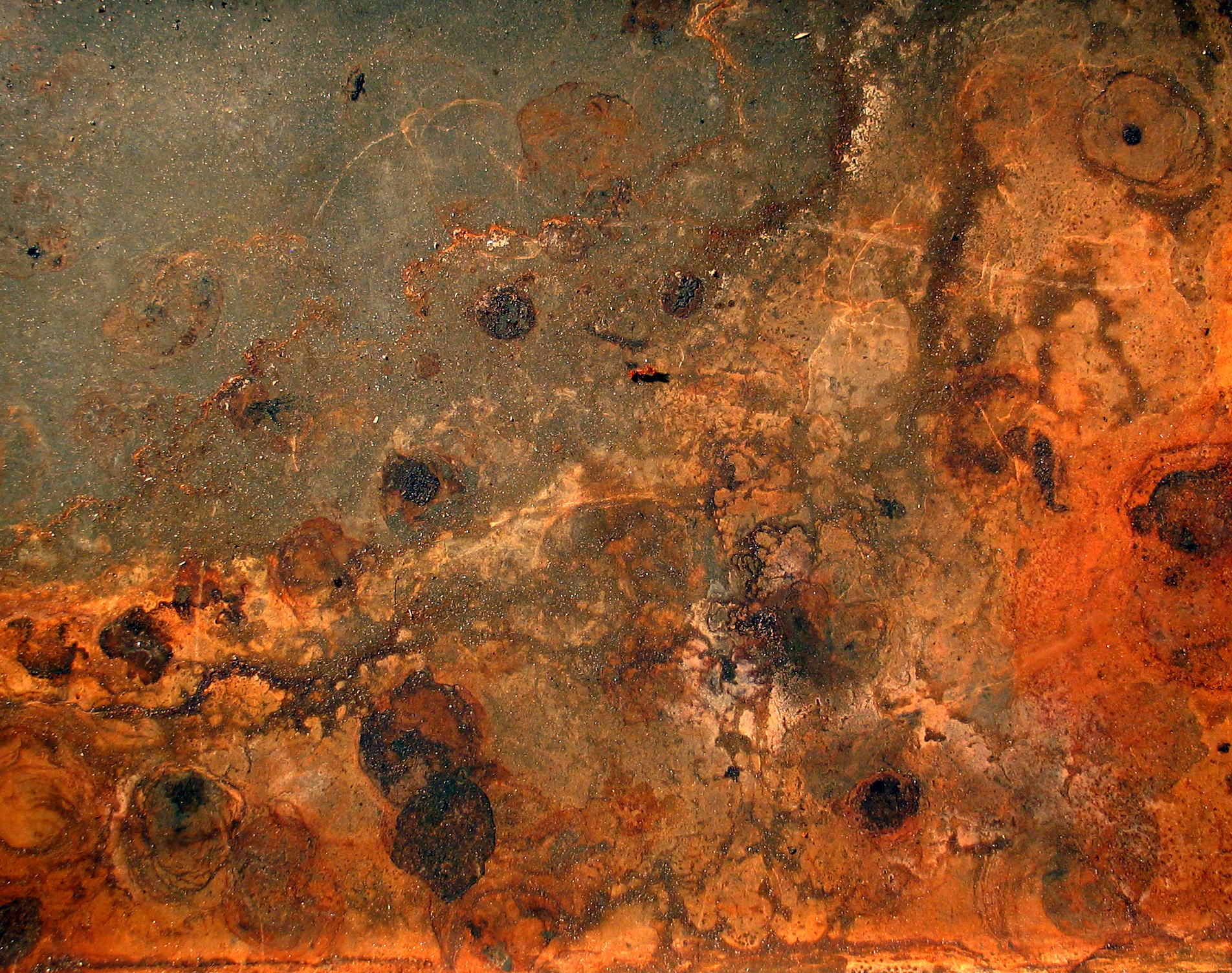
Superficie metallica con ruggine e sporcizia

La sabbiatura è il metodo più valido di preparazione delle superfici dei metalli, come per l'acciaio prima della pitturazione o dell'applicazione di uno strato protettivo contro la corrosione. È un'applicazione della tecnologia della sabbiatura, che raschia le superfici con un getto di sabbia.
La superficie metallica deve possedere caratteristiche tali da garantire un'idonea base di ancoraggio per i rivestimenti protettivi. Per tale motivo occorre ripulirla da tutto ciò che è estraneo alla sua natura metallica chimicamente intesa.
Infatti sulla superficie dei manufatti in acciaio utilizzati in edilizia possono essere presenti diversi ossidi e sali, la ruggine e la calamina, oltre a tracce di vecchie pitturazioni e altre sostanze estranee che pregiudicano l'efficacia del sistema protettivo poiché creano strati intermedi tra il metallo vero e proprio e il film antiruggine, di scarsissima stabilità e aderenza.

## Metodi di sabbiatura
I metodi di sabbiatura principali sono due:
- sabbiatura per via umida;
- sabbiatura a secco.

### Sabbiatura per via umida
Il metodo per via umida si differenzia da quello a secco per il fatto che nella corrente abrasiva viene introdotta dell'acqua o una soluzione di acqua e di inibitore della corrosione. L'acqua può essere mescolata alle sostanze abrasive sia nel serbatoio a pressione sia nella coerente in corrispondenza dell'ugello soffiatore. Il metodo per via umida presenta il vantaggio di ridurre al minimo la produzione di polvere che si forma durante le operazioni di sabbiatura, pertanto è consigliato quando non è possibile eseguire l'intervento in luogo aperto o in una cabina di sabbiatura. Il metodo per via umida ha comunque lo svantaggio di non essere adatto a tutte le casistiche. Infatti per esempio nelle strutture metalliche che presentano un gran numero di recessi formati dalle travi orizzontali e dai profilati con cavità rivolte verso l'alto, le operazioni di pulizia risultano piuttosto difficili se eseguite per via umida in quanto è molto laborioso togliere la sabbia bagnata e gli altri residui del processo che restano intrappolati in detti anfratti. In tal caso, per la loro rimozione, è necessario procedere al lavaggio, spazzolatura o soffio con aria compressa. Inoltre la presenza di acqua tende a far formare la ruggine anche se viene mescolata con composti antiruggine. Altro difetto del procedimento umido è la sua maggiore lentezza rispetto a quello a secco poiché la presenza di acqua riduce il potere abrasivo del materiale utilizzato; aumentando il tempo di esecuzione aumentano anche i costi di realizzazione. Di norma il procedimento più usato è quello a secco.

### Sabbiatura a secco
I metodi di sabbiatura per via secca che possono essere impiegati presso il luogo di montaggio della struttura metallica si possono suddividere in due tipologie fondamentali:
- convenzionale o a ciclo aperto;
- ad aspirazione o a ciclo chiuso.

#### Sabbiatura convenzionale
La sabbiatura convenzionale o aperta è un metodo utilizzato nel quale non si prevede alcun accorgimento per diminuire i pericoli comportanti la produzione di polvere né per il recupero del materiale abrasivo.

#### Sabbiatura a ciclo chiuso o ad aspirazione
Nel processo di sabbiatura ad aspirazione si prevede sia l'abbattimento della polvere sia il recupero del materiale abrasivo esaurito.

L'attrezzatura utilizzata è costituita essenzialmente da:
- macchina di sabbiatura automatica a doppia camera adatta al lavoro dal carattere continuativo;
- collettore di polvere;
- pompa di aspirazione;
- speciali ugelli o lance di sabbiatura.

Il compressore d'aria per il processo di sabbiatura può essere fornito separatamente.

Può essere impiegato qualunque tipo di abrasivo, comunque, di solito si impiegano granuli di ghisa macinati data la loro più alta resistenza a rottura. 

Il processo di sabbiatura consiste fondamentalmente nel muovere i granuli per mezzo di aria compressa che vengono espulsi dalla macchina per mezzo di un ugello, nel recuperare per mezzo di aspirazione i granuli dopo che hanno lavorato, e la polvere che si è prodotta attraverso un cono cavo che circonda l'ugello, e infine nell'inviare questo materiale al recuperatore e nel rimuovere la polvere mediante l'apposito collettore.

Tutte le operazioni di recupero e di separazione della polvere avvengono automaticamente.

I granuli vengono utilizzati fino a quando non perdono le loro funzioni abrasive.

## Gradi di sabbiatura
Il grado di sabbiatura si riferisce alla percentuale di scaglie di laminazione, ruggine, vecchie pitture, ecc. da asportare durante il processo di sabbiatura.

Generalmente i gradi di pulizia sono:
- sabbiatura a metallo bianco: consiste nella completa asportazione di tutti i prodotti della corrosione, di tutte le scaglie di laminazione, di tutte le tracce di vecchie pitture e in generale di tutte le impurità della superficie metallica. Dal processo si ottiene una superficie di color grigio bianco metallico di aspetto uniforme, dotata di una ruvidità tale da consentire un perfetto ancoraggio degli strati di pittura protettiva che verranno successivamente applicati.
- sabbiatura al metallo quasi bianco: consiste nella quasi totale asportazione di tutte le impurità della superficie metallica (calamina, ruggine, sporcizia, vecchia pittura, ecc.) con l'esclusione di leggerissime ombreggiature, venature molto leggere oppure scoloramenti leggeri causati da macchie di ruggine, ossidi di calamina oppure leggeri residui aderenti di pitture o rivestimenti protettivi.
- sabbiatura commerciale: si riferisce a una sabbiatura buona ma non perfetta e, di solito, impone praticamente l'asportazione di tutta la ruggine, della calamina e delle altre materie estranee sulla superficie del metallo. La superficie che si ottiene non deve essere necessariamente uniforme sia per quanto concerne il grado di pulizia sia per quanto riguarda l'aspetto e questo perché eventuali differenze nelle condizioni iniziali della superficie influiscono sul risultato finale. Le superfici comunque presentano una ruvidità molto adatta a conferire una salda adesione degli strati di pittura che verranno successivamente applicati. L'aspetto finale del metallo è grigiastro.
- sabbiatura grossolana (o di spazzolatura): consiste nella rimozione delle scaglie libere di ruggine, di laminazione e di pittura, mentre vengono lasciate sulla superficie quelle ben aderenti e tali che la superficie sabbiata possa offrire una buona aderenza e giunzione alla pittura.

### Gradi di sabbiatura e normativa
Secondo la classificazione data dalla normativa svedese SIS055900-1967 (ancora frequentemente in uso) e rIpresa dalla più attuale ISO8501-1, i vari gradi di sabbiatura vengono definiti con le seguenti sigle:
- sabbiatura a metallo bianco: Sa3
- sabbiatura al metallo quasi bianco: Sa21/2 o Sa2,5
- sabbiatura commerciale: Sa2
- sabbiatura grossolana: Sa1

Qui di seguito è riportata una tabella comparativa dei gradi di sabbiatura tra le normative tecniche più utilizzate:
| SIS055900/ISO8501-1 | BS 4232         | SSPC                 |
| Sa2                 | Terza qualità   | Commerciale, SP 6    |
| Sa21/2              | Seconda qualità | Quasi bianco, SP10   |
| Sa3                 | Prima qualità   | Metallo bianco, SP 5 |

## Profilo di sabbiatura
Il profilo di sabbiatura indica la rugosità superficiale che si ottiene indipendentemente dal grado si sabbiatura prescelto.

Infatti la rugosità superficiale è funzione principalmente della granulometria e della qualità dell'abrasivo e delle condizioni iniziali della superficie metallica da sabbiare.

### Parametri di rugosità
I più utilizzati parametri per controllare la rugosità di una superficie sabbiata (espressi in micron) sono (secondo le DIN 4768):
- Ra: rugosità media - media aritmetica dei valori assoluti di tutte le creste e le valli misurate lungo il tratto campione
- Rmax o Rt: rugosità massima o totale - distanza tra la cresta più alta e la valle più profonda misurate lungo il tratto campione;
- Rz: rugosità media - media aritmetica tra le 5 creste maggiori e le 5 valli più profonde misurate lungo il tratto campione.

### Controlli della rugosità
Per il controllo della rugosità si utilizzano essenzialmente due metodi:
- il rugotest utilizzato sia in stabilimento sia in cantiere e che si basa sul confronto visivo-tattile;
- i rugosimetri.

## Materiali abrasivi
Gli abrasivi più comunemente impiegati nelle operazioni di sabbiatura sono:
- la sabbia silicea (esclusa quella di mare): la sabbia utilizzata come abrasivo deve essere esente da argilla e dalla polvere ed essere costituita principalmente da granuli duri. Le sabbie possono essere naturali o artificiali (ottenute dalla frantumazione di particelle più grossolane). Quelle artificiali, ottenute per macinazione di particelle più grosse, risultano più efficienti poiché la loro superficie è più rugosa e gli spigoli risultano più numerosi e più acuti;

- i pallini e i granuli macinati di acciaio o di ghisa: i pallini metallici sono meno efficienti dei granuli macinati perché, data la loro rotondità, tendono a scivolare sulla superficie metallica con un evidente minor effetto abrasivo.

L'impiego degli abrasivi metallici è limitato soltanto alla sabbiatura eseguita presso gli stabilimenti di produzione dei manufatti metallici, o nel caso di sabbiature ad aspirazione, in quanto detti abrasivi sono troppo costosi per i processi di sabbiatura che vengono eseguiti sul luogo del montaggio della struttura di acciaio dove non si possono evitare enormi perdite di materiale abrasivo.

L'abrasivo metallico è da preferirsi anche quando si devono asportare dalla superficie metallica vecchie pitturazioni a durezza molto elevata e quando si è in presenza di manufatti nuovi, ancora totalmente o quasi ricoperti di scaglie di laminazione fortemente aderenti al metallo.

La sabbia silicea è generalmente preferita per le operazioni di sabbiatura in cantiere, per il suo minor costo rispetto all'abrasivo metallico e pertanto non risulta necessario provvedere al suo recupero dopo l'uso.

La sabbia viene usata anche quando si ritiene di non dover eccedere nella profondità della sabbiatura.

indipendentemente dalla natura, forma e dimensione delle particelle, queste devono risultare dure in misura sufficiente a compiere un'efficace azione di pulizia e abbastanza tenaci da resistere alle sollecitazioni a cui sono soggette.

Oltre agli abrasivi convenzionali si utilizzano anche:
- abrasivi a base di corindone (ossido di alluminio) che hanno il vantaggio di non essere causa di silicosi nell'operatore.

### Silice Libera Cristallina (SLC)
L'uso di abrasivi contenenti SLC è regolamentata in quanto è cancerogena e causa di silicosi. In Italia le aziende i cui lavoratori sono esposti a SLC devono pagare all'INAIL un premio supplementare per il rischio silicosi.
A causa della sua pericolosità, il D. Lgs. n. 272/1999 all'articolo 50, comma 1 vieta espressamente la sabbiatura a secco con materiali contenenti SLC nel settore nautico.
In UK sono presenti restrizioni all'uso di sabbia silicea come abrasivo sin dal 1946 (Factories Act); negli US il NIOSH ne ha raccomandato la proibizione dal 1974.

### Dispositivi di protezione individuale (DPI)

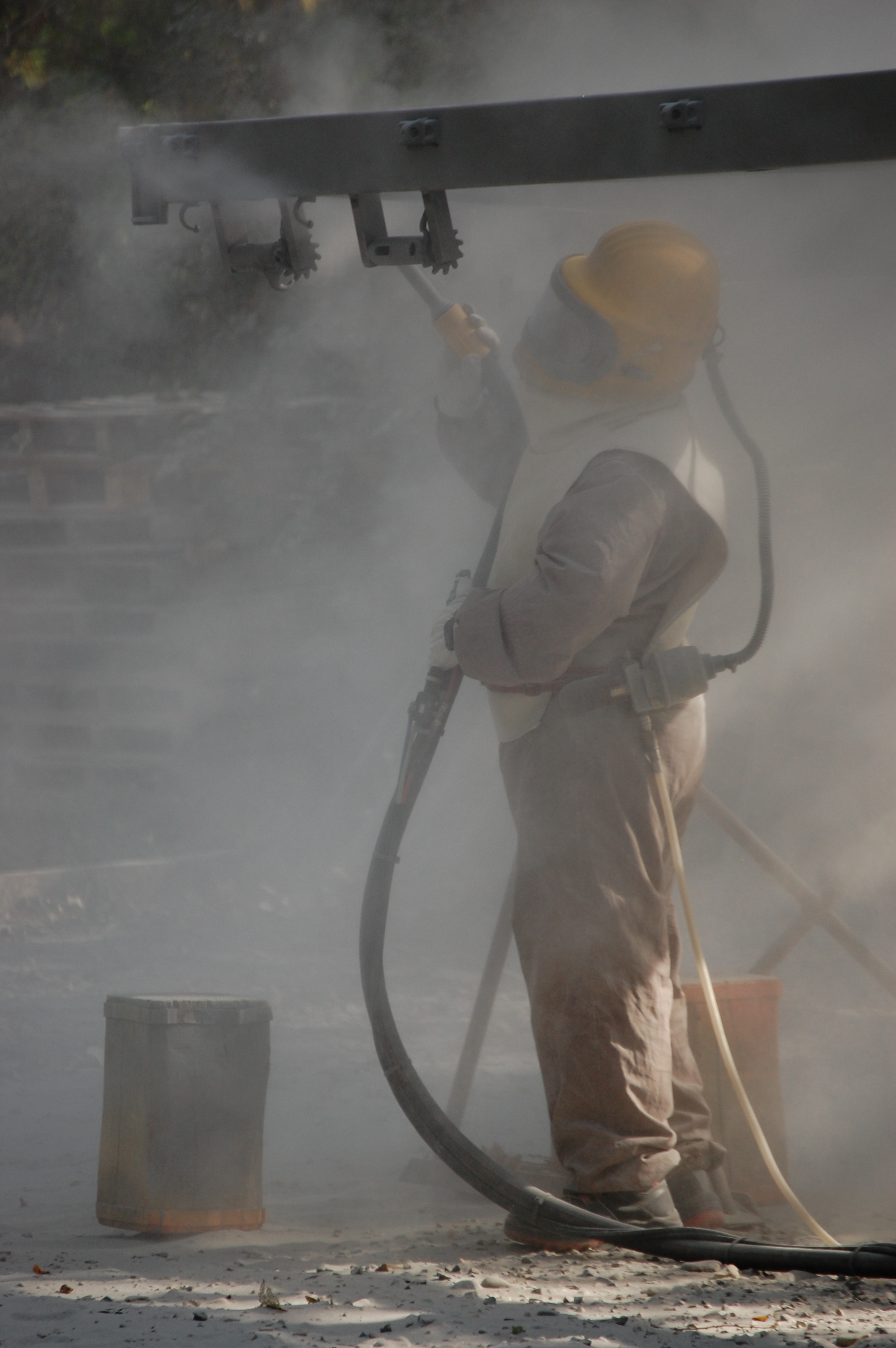
Sabbiatore al lavoro

La sabbiatura eseguita in cantiere è un'operazione discretamente pericolosa per gli operatori.

È quindi buona norma che il sabbiatore indossi i seguenti DPI:
- autorespiratore costituito da scafandro leggero e presa d'aria all'esterno;
- indumenti protettivi per sabbiatura;
- guanti;
- scarpe di sicurezza con suola imperforabile.

## Normativa
- Normativa svedese SIS055900-1967
- UNI EN ISO 11124-1: Preparazione di substrati di acciaio prima dell'applicazione di pitture e prodotti simili - Requisiti per abrasivi metallici per sabbiatura - Introduzione generale e classificazione
- UNI EN ISO 11124-2: Preparazione di substrati di acciaio prima dell'applicazione di pitture e prodotti simili - Requisiti per abrasivi metallici per sabbiatura - Graniglia angolare di ghisa temprata
- UNI EN ISO 11124-3: Preparazione di substrati di acciaio prima dell'applicazione di pitture e prodotti simili - Requisiti per abrasivi metallici per sabbiatura - Graniglia rotonda ed angolare di acciaio fuso ad alto tenore di carbonio
- UNI EN ISO 11124-4: Preparazione di substrati di acciaio prima dell'applicazione di pitture e prodotti simili - Requisiti per abrasivi metallici per sabbiatura - Graniglia rotonda di acciaio fuso a basso tenore di carbonio.
- UNI EN ISO 11125-1: Preparazione di substrati di acciaio prima dell'applicazione di pitture e prodotti simili - Metodi di prova per abrasivi metallici per sabbiatura - Campionamento
- UNI EN ISO 11125-2: Preparazione di substrati di acciaio prima dell'applicazione di pitture e prodotti simili - Metodi di prova per abrasivi metallici per sabbiatura - Determinazione della distribuzione granulometrica
- UNI EN ISO 11125-3: Preparazione di substrati di acciaio prima dell'applicazione di pitture e prodotti simili - Metodi di prova per abrasivi metallici per sabbiatura - Determinazione della durezza
- UNI EN ISO 11125-4: Preparazione di substrati di acciaio prima dell'applicazione di pitture e prodotti simili - Metodi di prova per abrasivi metallici per sabbiatura - Determinazione della massa volumica apparente
- UNI EN ISO 11125-5: Preparazione di substrati di acciaio prima dell'applicazione di pitture e prodotti simili - Metodi di prova per abrasivi metallici per sabbiatura - Determinazione del contenuto percentuale delle particelle difettose e della microstruttura
- UNI EN ISO 11125-6: Preparazione di substrati di acciaio prima dell'applicazione di pitture e prodotti simili - Metodi di prova per abrasivi metallici per sabbiatura - Determinazione delle sostanze estranee
- UNI EN ISO 11125-7: Preparazione di substrati di acciaio prima dell'applicazione di pitture e prodotti simili - Metodi di prova per abrasivi metallici per sabbiatura - Determinazione dell'umidità